# 斯泰普內 (海尼切斯克區)
46°45′53″N 34°6′35″E / 46.76472°N 34.10972°E
斯泰普內（烏克蘭語：Степне）是位於烏克蘭南部的村莊，由赫爾松州海尼切斯克區的下錫羅霍濟市鎮負責管轄。該村始建於1926年，面積3.79平方公里，海拔高度47米，2001年人口792，人口密度每平方公里208.9人。